# عبدالقادر (نظامی)
سپهبد عبدالقادر دگروال سیاستمدار، افسر نظامی در نیروی هوایی افغانستان و از افراد توانمند ارتش افغانستان بود که در کودتای براندازی جمهوری افغانستان به ریاست جمهوری داوود خان شرکت کرد؛ به او دستور داده شده بود ساختمان رادیو تلویزیون ملی را تصرف کرده و سقوط حکومت محمد داوود خان را اعلان کند که موفقانه مأموریت خود را انجام داد. او عملاً فرمانده اصلی نظامی کودتا بود و قبل از سپردن قدرت به نورمحمد تره‌کی، رهبر حزب دموکراتیک خلق افغانستان، مدت سه روز سرپرست جمهوری دموکراتیک افغانستان بود. او بعداً فرماندهی کل نیروی هوایی و ارتش افغانستان را عهده‌دار شد؛ سپهبد عبدالقادر، از آوریل تا اوت ۱۹۷۸ در زمان حکومت تره‌کی و از سال ۱۹۸۲ تا ۱۹۸۶ در زمان دولت ببرک کارمل، دو دوره به عنوان وزیر دفاع خدمت کرده‌است. از وی به عنوان فرد کلیدی در دو کودتایی نام برده می‌شود که در دهه ۱۳۵۰ خورشیدی تأثیر زیادی بر روند سیاسی در افغانستان گذاشت.

## زندگی‌نامه
پدرش چوپان و مادرش از منطقه برنا آباد درحد فاصل ولسوالی غوریان و ولسوالی زنده‌جان در هرات بود. سپهبد عبدالقادر پس از پایان کلاس ششم به کابل رفت و وارد مدرسه نظامی مهتاب قلعه در غرب کابل شد. او در سال ۱۹۶۰ به همراه یک تیم ۶۰ نفره به کشور قرقیزستان رفت و در آنجا در رشته خلبانی هواپیماهای نظامی درس خواند.
عبدالقادر از همکاران نزدیک سردار محمد داود خان، در جریان کودتای بدون خونریزی سال ۱۳۵۲ خورشیدی بود که این کودتا منجر به تغییر نظام سیاسی افغانستان از پادشاهی به جمهوری شد. وی پس از همکاری در کودتای سال ۱۳۵۲ خورشیدی و روی کار آمدن محمد داود، به مقام معاونت فرماندهی کل نیروهای هوایی افغانستان رسید.
پنج سال پس از این تاریخ، سپهبد عبدالقادر، به عنوان رهبر نظامی کودتای هفتم ثور ۱۳۵۷ در سقوط حکومت سردار محمد داوود خان و به قدرت رسیدن نیروهای کمونیست نقش عمده‌ای بازی کرد. او در مصاحبه با بی‌بی‌سی گفته بود که در کودتای هفتم ثور او «فرد پیشتاز بود و فرماندهی این کودتا را از یک هلیکوپتر از هوا به عهده داشت.»
بعد از پیروزی کودتای هفتم ثور سال ۱۳۵۷ خورشیدی و به قدرت رسیدن حزب دموکراتیک خلق افغانستان، سپهبد عبدالقادر برای یک دوره کوتاه پست وزارت دفاع افغانستان را برعهده داشت. اما بسیار زود به اتهام همکاری در طرح‌ریزی کودتا علیه دولت دستگیر و روانه زندان شد.
عبدالقادر پس از به قدرت رسیدن ببرک کارمل، رهبر جناح پرچم حزب دموکراتیک خلق افغانستان، از زندان آزاد و بار دیگر به عنوان وزیر دفاع این کشور مشغول به کار شد. در اواخر دوران حکومت کمونیستی در افغانستان، او به عنوان سفیر افغانستان در لهستان معرفی شد.
عبدالقادر سال ۲۰۱۳، پس از یک دوره طولانی زندگی در بلغارستان، به افغانستان بازگشت و به علت بالا رفتن فشار خون و خونریزی مغزی ناشی از آن، صبح آوریل ۲۰۱۴ در سن ۷۰ سالگی، در بیمارستان نظامی سردار محمد داوود کابل درگذشت.
از سپهبد عبدالقادر چهار پسر و یک دختر باقی‌مانده که در خارج از افغانستان زندگی می‌کنند. وی، خاطرات سیاسی و روایت خود را از دو کودتایی که در آنها نقش کلیدی داشت، در کتابی به همین نام شرح داده‌است.

## فرماندهی کودتا
سپهبد عبدالقادر می‌گوید که می‌خواهد تمام آنچه را که در تاریخ افغانستان شاهدش بوده‌است به مردم بگوید و نمی‌خواهد تاریخ افغانستان را به خاک ببرد؛ جریان کودتای ۷ ثور را از زبان خود سپهبد عبدالقادر می‌شنویم:
«بعداً میراکبر خیبر کشته می‌شود و رهبران حزب بازداشت می‌شوند. در این زمان حفیظ‌اللّٰه امین فرمان کودتا را صادر می‌کند. "من رمز عملیات را پرسیدم، به من هلمند دریا اعلام شد. وطنجار هفتم ثور از پلچرخی با زره‌پوشها به سمت ارگ حرکت می‌کند. ساعت ده و نیم اولین توپ را به وزارت دفاع شلیک می‌کند. من در فرماندهی هوایی کابل منتظر رسیدن زره‌پوشها بودم که ناگهان در اتاقی که من و موسی خان نشسته بودیم، یک گلوله توپ اصابت کرد. از تعمیر فرار کردم. وقتی بیرون از ساختمان آمدم. سرباز امنیتی مرا متوقف کرد و از من رمز عملیات را پرسید. وقتی هلمند دریا را به زبان آوردم می‌گوید غلط است. از سرباز به اسرار خواستم که در گوشش رمز را بگویم. به این بهانه او را خلع سلاح کردم. سپس خود را به چهارراهی صحت عامه (چهارراهی مسعود فعلی) در مرکز کابل رساندم و بعد اسم رمز را که سیلاب طوفان بود، دریافت کردم و با یک هلیکوپتر از کابل به بگرام پرواز کردم.»
اولین هدف این هواپیماها قصر گلخانه و هدف بعدی نیز حرمسرای ارگ ریاست جمهوری افغانستان اعلام می‌شود. بعد از هدف قرار دادن این محل او خود به مرکز فرماندهی ارتش می‌رود و کودتا را رسماً فرماندهی می‌کند.
سپهبد عبدالقادر می‌گوید: «همه در مرکز فرماندهی جمع شده بودند و نگران بودند که چه خواهد شد. مقاومت در غرب کابل توسط ژنرال جمال‌الدین عمر ادامه داشت و بعد از اینکه میر غوث‌الدین نیروهای او را از هوا هدف موشک‌های هوا به زمین قرار داد، این مقاومت نیز در هم شکست. من و وطنجار به رادیو و تلویزیون رفتیم و من اعلام کردم که دولت بعد از این به مردم افغانستان تعلق دارد و هیج زمانی اعلام نکردم که دولت به حزب دموکراتیک مربوط است. روز بعد، هشتم ثور، به قصر شورای وزیران رفتم. ببرک کارمل و کشتمند در آنجا بودند. تره‌کی از من پرسید که قدرت را به چه کسی تحویل می‌دهی. این زمانی بود که من متوجه موضوع شدم و گفتم که من وظیفه خود را انجام دادم و به وظیفه سابق بر می‌گردم. ولی این درخواست من مورد قبول واقع نشد. بعد از آن به تشکیل یک شورا با ترکیب ۱۲ نفر از خلق و ۸ نفر از پرچم به توافق رسیدیم و من به عنوان وزیر دفاع افغانستان اعلام شدم.»